# Мухтар Аблязов
Мухтар Кабулович Аблязов (на казахски: Мұхтар Қабылұлы Әблязов) e казахстански държавен, политически и обществен деец, предприемач.
Той е бивш министър на енергетиката, индустрията и търговията Казахстан (април 1998 – октомври 1999), председател на борда на директорите на БТА Банк, видеоблогър. Председател на опозиционното движение Демократичен избор на Казахстан. Нарича себе си „лидер на протести“ в Казахстан.

## Биография
Мухтар Аблязов е роден на 16 май 1963 г. в село Вановка, Южноказахстанска област (Туркестанска област), Казахска ССР, СССР. Произлиза от рода „ходжа“.

### Обвинение за поръчково убийство през 2017 г.
През юни 2017 г. бизнесменът Муратхан Токмади беше арестуван по обвинение за изнудване през 2005 г., а през октомври 2017 г. съдът го осъжда на три години затвор за изнудване и незаконно притежание на оръжие.
През октомври 2017 г. в ефира на телевизионния канал KTK, а след това и в съда, Токмади заявява, че през 2004 г. е убил председателя на борда на Bank TuranAlem АД Ержан Татишев, изпълнявайки заповедта на Аблязов. Токмади заявява, че Аблязов е заплашил него и семейството му с репресия, ако откажат да станат извършител на убийството. Съпругата на Токмади съобщава за мъченията на съпруга си. През 2007 г. Токмади е осъден на една година затвор с освобождаване от наказание по амнистия за небрежното нанасяне на смърт на Татишев по време на лов.
През март 2018 г. Токмади е осъден на десет години и половина затвор по обвинение в убийство от първа степен. Той получи срок като извършител на убийството, а Аблязов е определен за организатор на престъплението.
На 27 ноември 2018 г. Мухтар Аблязов е осъден задочно на доживотен затвор за организиране на убийството.

## БТА Банк
През 1998 г. акциите на „БанкТуранАлем“ са предложени на държавен търг. Компанията Астана–Холдинг, като предлага на държавата повече от всички участници в търга (72 милиона щатски долара), стана пълноправен собственик на банката.
През пролетта на 2008 г. банката претърпява ребрандинг, в резултат на което името, логото и фирмената идентичност на банката са сменени. Банката е преименувана на БТА Банк.
От 2001 г. Аблязов е председател на борда на директорите на „Kazahstan Airlines“ и „Темирбанк“.
През 2005 г. става президент на инвестиционно–индустриална група „Евразия“ и председателят на борда на директорите на „Банка ТуранАлем“.
При Мухтар Аблязов БТА Банк става най-голямата банка в Казахстан, и най-голямата частна банка в ОНД. Тя печели много международни награди и е призната за най-добрата банка в ОНД и Източна Европа.
През 2009 г. а беше национализирана, а Аблязов е отстранен от поста на ръководител на банката с решение на правителството на Република Казахстан по обвинение в злоупотреба и измама.